# دانکن جیمز
دانکن جیمز (به انگلیسی: Duncan James)، خواننده و بازیگر انگلیسی و عضوی از گروه موسیقی محبوب بلو می باشد. او همچنین بازیگر و مجری تلویزیون است.

## ابتدای زندگی
پدر جیمز قبل از اینکه وی متولد شود خانواده خود را ترک کرد، به همین خاطر جیمز دوران کودکی خود را در پیش مادر، پدربزرگ و مادربزرگش گذراند.

## حرفه موسیقی

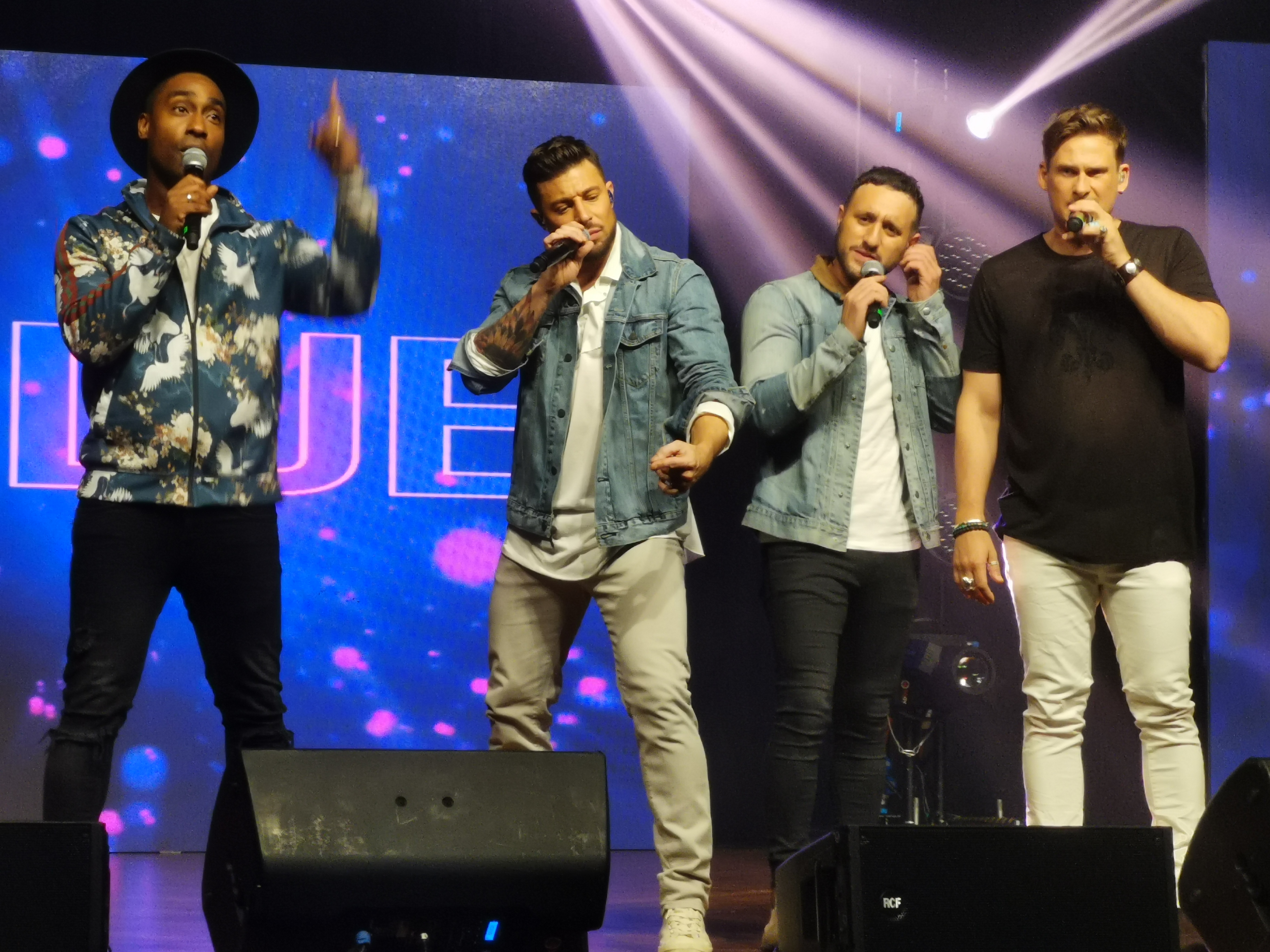
دانکن جیمز

### بلو
مقاله اصلی: بلو (گروه موسیقی)
در اوایل سال ۲۰۰۰، جیمز به همراه دوستش آنتونی کاستا، لی رایان و سایمون وب را متقاعد کردند تا گروهی به نام بلو(Blue) تشکیل دهند.
موسیقی پاپ گروه بلو که تحت تاثیر ریتم و بلوز قرار گرفته بود، موفقیت تجاری گروه را در بریتانیا و چندین کشور اروپایی دیگر همچون ایتالیا، پرتغال، بلژیک، فرانسه، استرالیا و نیوزیلند، تضمین کرد.
گروه موسیقی بلو توانست ۱۰ تک‌آهنگ برتر که سه‌تای آن‌ها شماره یک شدند را از خود ارائه دهد.

### حرفه انفرادی
در اکتبر سال ۲۰۰۴، جیمز با همکاری Keedie تک‌آهنگی به نام "من قلبم را باور دارم" ارائه داد که این تک‌آهنگ در جدول تک‌آهنگهای برتر بریتانیا شماره ۲ شد.
جیمز اولین تک‌آهنگ انفرادی خود، به نام "زودتر یا دیرتر" را در ماه ژوئن سال ۲۰۰۶ بیرون داد. با این وجود این تک‌آهنگ در بریتانیا هیچ موفقیتی نداشت و تنها توانست تا جایگاه ۳۵ام جدول موسیقی بریتانیا بالا بیاید. جیمز دومین تک‌آهنگ خود به نام Can't Stop a River را در اوت سال ۲۰۰۶ منتشر کرد. این تک‌آهنگ هم همانند تک‌آهنگ قبلی‌اش هیچ موفقیتی نداشت. آلبوم او به نام Future Past (گذشته آینده) در سال ۲۰۰۶ در جدول موسیقی بریتانیا شماره ۵۵ شد که در همانجا ۱۵٬۰۰۰ کپی از آن به فروش رفت. او در ایتالیا موفقیت بیشتری به دست آورد، جایی که آلبوم او به مقام دوم صعود کرد.
در نهایت به دلیل عدم علاقه به کارهای انفرادی او، جیمز اعلام کرد که حرفه موسیقی انفرادی را کنار می‌گذارد.

## تئاتر
جیمز بعد از اعلام ترک حرفه موسیقی، در کارهای تئاتر از جمله Legally Blonde و West End production of Chicago ظاهر شد.

## تلویزیون
جیمز گهگاهی به عنوان مجری تلویزیونی کار می کند. او در برنامه‌های تلویزیونی از جمله Don't Stop Believing و Scream if you know the answer، ظاهر شده است.

## زندگی شخصی
جیمز در حال حاضر در هتفیلد هردفوردشایر زندگی می‌کند. او یک دختر کوچک از دوست‌دختر سابق خود، کلر گرنجر دارد. گرنجر بعد از رابطه کوتاه عاشقانه‌اش با جیمز از او حامله شد و در سال ۲۰۰۵ وضع حمل کرد. جیمز گفته اگرچه با مادر دخترش بهم زده است، ولی هنوز هم رابطه دوستانه‌ای با او دارد.
جیمز در یک خانواده مذهبی و سختگیر کاتولیکی بزرگ شد.
جیمز در یک مصاحبه با نشریه "خبرهای جهان" اعلام کرد که دوجنس‌گرا است. او نواده هربرت چپمن، مدیر باشگاه فوتبال آرسنال در دهه ۱۹۳۰ میلادی است.

## آلبوم
- Future Past